# Phanerotomella annulicornis
Phanerotomella annulicornis är en stekelart som beskrevs av Granger 1949. Phanerotomella annulicornis ingår i släktet Phanerotomella och familjen bracksteklar. Inga underarter finns listade i Catalogue of Life.